# Charles Quinto
Charles Quinto (n. Bogotá, Colombia, 2 de diciembre de 1990) es un futbolista colombiano nacionalizado peruano. Juega como defensa y su equipo actual es Asociación Torino de la Copa Perú. 

## Trayectoria

### Inicios
Hizo sus divisiones inferiores en el Millonarios FC de Bogotá, aunque también tuvo un breve paso por la cantera del Envigado FC.
Debutó como futbolista profesional en el año 2010 con Millonarios donde disputó algunos partidos oficiales por Copa Colombia. Además de un encuentro amistoso contra Santa Fe, partido que tuvo como invitado al mítico, Pelé.

### Sport Huancayo
Llegó al Sport Huancayo y solo disputó 1 partido con derrota 9-0 para su club. Después de eso se fue para el Fortaleza de Conquista en Brasil donde estuvo a prueba un mes sin mayor éxito.

### Torino
Desde 2011 esta en el club del ascenso Peruano.
En el 2012 fue elegido como uno de los mejores centrales de la Segunda División Peruana.

### Alianza Universidad
Para el 2016 llega a Alianza Universidad de la Segunda División de Perú.

## Selección nacional
En el año 2007 jugó 2 partidos para la Selección Sub-17 de Colombia.

## Clubes
| Club                     | País     | Temporadas |
| ------------------------ | -------- | ---------- |
| Millonarios              | Colombia | 2010       |
| Sport Huancayo           | Perú     | 2010       |
| Atlético Torino          | Perú     | 2011-2015  |
| Alianza Universidad      | Perú     | 2016       |
| Atlético Torino          | Perú     | 2017       |
| Alianza Atlético Sullana | Perú     | 2018       |
| Juventud Cautivo         | Perú     | 2019       |
| Atlético Torino          | Perú     | 2020       |
| Asociación Torino        | Perú     | 2022 -     |